# Jared Graves
Jared Graves (nascido em 16 de dezembro de 1982) é um ciclista que representa a Austrália em BMX e 4X.
Em 2008, ele competiu representando a Austrália nos Jogos Olímpicos de Pequim, na China, onde terminou em sexto lugar na prova de BMX.